# 第59回朝日新聞社杯競輪祭
第59回朝日新聞社杯競輪祭は、2017年11月23日から26日まで、小倉競輪場で行われた競輪のGI競走である。

## KEIRINグランプリ2017への道のり
当大会は、当年12月30日に平塚競輪場で行われる、KEIRINグランプリ2017の出場権をかけた最後の一戦となる。当大会開幕直前までに、同レースへの優先出場権を得た選手は以下の4名。
| 平原康多 | 第32回読売新聞社杯全日本選抜競輪 優勝                                     |
| 三谷竜生 | 第71回日本選手権競輪 優勝                                                 |
| 新田祐大 | 第68回高松宮記念杯競輪 優勝                                               |
| 渡邉一成 | 第60回オールスター競輪・第26回寬仁親王牌・世界選手権記念トーナメント 優勝 |

残る5名は、当大会の優勝者ないし、当年11月26日時点における賞金獲得額上位者から選出されるが、以下の1名が賞金獲得額上位者として出場を確定させている（賞金獲得額順位は当年当大会開幕直前時点による）。
- 浅井康太 - 賞金獲得額 第5位

以上の前提に立ち、実質的に決勝戦が行われるまでに残った椅子は4名。そして残る4名の争いは、
- 武田豊樹 - 同 第6位
- 深谷知広 - 同 第7位
- 諸橋愛 - 同 第8位
- 桑原大志 - 同 第9位
- 成田和也 - 同 第10位
- 郡司浩平 - 同 第11位

に加え、下記に記した決勝戦に進出したメンバーということになった。このうち、賞金獲得額上位の武田、深谷、諸橋の3名は準決勝が終了した段階でグランプリ出場を確定させ、成田、郡司の2名は準決勝が終了した段階で脱落が決定した。
よって、当年11月25日に行われた準決勝終了時点では、実質的に残る1名が未決定となっていたが、決勝戦のメンバーの中で、グランプリの出場権を確定させているのは、優先出場権を得ている平原、新田と、獲得賞金上位者として確定させている深谷、諸橋の4人だけ。よって、それ以外の5名が優勝すれば、当該選手のグランプリ出場が確定し、平原、新田、深谷、諸橋の4名のいずれかが優勝した場合、最終日の完走を条件に桑原のグランプリ出場が確定となる。なお、桑原が落車・棄権あるいは失格した場合は、特別優秀戦に出場する郡司が確定。
以上の件を踏まえて行われたのが決勝戦である。

## 決勝戦

### 競走成績
- 11月26日（日）第12レース[2][3][4]
- 誘導員…大坪功一（福岡）[5]

| 着 | 車番 | 選手     | 登録地 | 級 班 | 着差    | 決まり手 | 上がり (秒) | H/B | 特記 |
| -- | ---- | -------- | ------ | ----- | ------- | -------- | ----------- | --- | ---- |
| 1  | 1    | 新田祐大 | 福島   | SS    |         | 捲くり   | 10.6        |     |      |
| 2  | 4    | 北津留翼 | 福岡   | S1    | 2車身   | 捲くり   | 10.7        |     |      |
| 3  | 5    | 平原康多 | 埼玉   | SS    | 1/2車身 |          | 11.0        |     |      |
| 4  | 8    | 木暮安由 | 群馬   | S1    | 3/4車身 |          | 11.2        |     |      |
| 5  | 2    | 諸橋愛   | 新潟   | S1    | 1車身   |          | 10.9        |     |      |
| 6  | 6    | 渡邉晴智 | 静岡   | S1    | 1/2車輪 |          | 11.2        |     |      |
| 7  | 3    | 金子貴志 | 愛知   | S1    | 1車輪   |          | 10.6        |     |      |
| 8  | 7    | 深谷知広 | 愛知   | S1    | 微差    |          | 10.8        |     |      |
| 9  | 9    | 山中秀将 | 千葉   | S1    | 大差    |          | 12.4        | HB  |      |

### 配当金額
| 1=4 | 660円 |  |

| 1=4=5 | 4,410円 |  |

| 1-4 | 960円 |  |

| 1-4-5 | 19,120円 |  |

| 1=4 | 1,880円 |  |

| 1=4 | 630円   |  |
| 1=5 | 330円   |  |
| 4=5 | 1,010円 |  |

| 1-4 | 2,960円 |  |

### レース概略
山中が打鐘から一気に先行し、一列棒状で最終ホームを通過。最終2コーナーで3番手の木暮と6番手の新田がほぼ同時に仕掛ける。新田が先捲りの木暮を2センターでとらえて、圧勝で初の競輪王に輝いた（今季GI2勝目）。3コーナーから外を行った単騎の北津留が2着に届き、平原（5年連続の決勝進出）が3着に入った。 
なおこのレースの結果、賞金枠の最後に滑り込む形で、桑原大志のグランプリ初出場が決まった。

## 特記事項
- 4日制での競輪祭（1999年大会から）としては、今回が最後の大会となった。10月10日に、来年の第60回大会より6日制に戻し、さらにGI初のナイター開催とすることが発表されていた[9]。

- 10月のGI・寬仁親王牌に続いて今大会も、最終日も12レース制（敗者戦が1個増えて帰郷なし）となった。

- 決勝戦の地上波中継は、テレビ東京《TXN系列 全6局ネット》が放送（BSジャパンでも同時放送）[10]。

- 目標額は90億円だったが、四日間の総売上は、86億3769万8900円だった（昨年より約5億円弱アップ）[11]。

### 競走データ
- 初日の開会式、神山雄一郎が競輪祭25回連続出場で表彰された[12]。

- 初日第9レース、3連単の払戻金は、117万4990円（462番人気）。GIにおける3連単の最高払戻金額を更新した（従来の記録は2011年7月1日に弥彦競輪場で開催された第20回寬仁親王牌・世界選手権記念トーナメント2日目の11Rで85万9900円で502番人気だった）[13][14]。

- 山中秀将のみ、今回がGI初優出[15][16]。新田・平原・深谷・金子の4選手は、昨年および2013年大会の決勝メンバーでもあった。